# Ceratogyrus brachycephalus
Ceratogyrus brachycephalus är en spindelart som beskrevs av Hewitt 1919. Ceratogyrus brachycephalus ingår i släktet Ceratogyrus och familjen fågelspindlar. Inga underarter finns listade i Catalogue of Life.